# 周永泰
周永泰（1830年—1889年），19世紀香港商人，東莞常平鎮橋梓村人，北宋名儒周敦颐二十代孫，日後又輾轉遷居至東莞石龍鎮良家村。1862年（清同治元年）和元配李氏到香港營商。

## 營商經過
據《周氏家譜》記載，周永泰初到香港時「籌辦冠婚喪祭所用之器具」，其後稍有積蓄，「又從事於金銀首飾之業」。而且經營有道，故獲得很大的利潤。

## 有遠見的父親
周永泰是一位有遠見的父親，他見世界上中外交通商務日漸繁盛，英文變得重要，故命兒子周少岐、周蔭喬學習英文，周卓凡學習中文，希望兒子們能學貫中西，結果令兒子後來在商界獨當一面。